# Juegos Olímpicos de Turín 2006
Los Juegos Olímpicos de Turín 2006, oficialmente conocidos como XX Juegos Olímpicos de Invierno, fueron un evento multideportivo llevado a cabo en Turín, Italia entre el 10 y el 26 de febrero de 2006. Esto marcó la segunda vez que Italia organizó unos Juegos Olímpicos de Invierno, la anterior habían sido los Juegos de Cortina d'Ampezzo 1956. Italia también fue sede de los Juegos Olímpicos de Verano de 1960, en Roma. Turín fue seleccionada ciudad anfitriona en 1999. En este evento participaron 2508 deportistas (1548 hombres y 960 mujeres).
El símbolo de estos Juegos corresponde a una versión estilizada de la Mole Antonelliana, el símbolo arquitectónico de la ciudad, formado por cristales de hielo que representan al cielo, la nieve y el progreso. En el logotipo oficial de los juegos, se observa el nombre de "Torino", nombre italiano de la ciudad. La ciudad es conocida como "Turín" en español, y el lenguaje tradicional de la zona, el idioma piamontés.
Las mascotas oficiales de Turín 2006 fueron Neve, un copo de nieve hembra, y Gliz, un cubo de hielo macho. El lema oficial de los juegos fue Passion lives here (en español: La pasión vive aquí). mientras el tema oficial del evento fue «Va'», interpretado por Claudio Baglioni.

## Elección

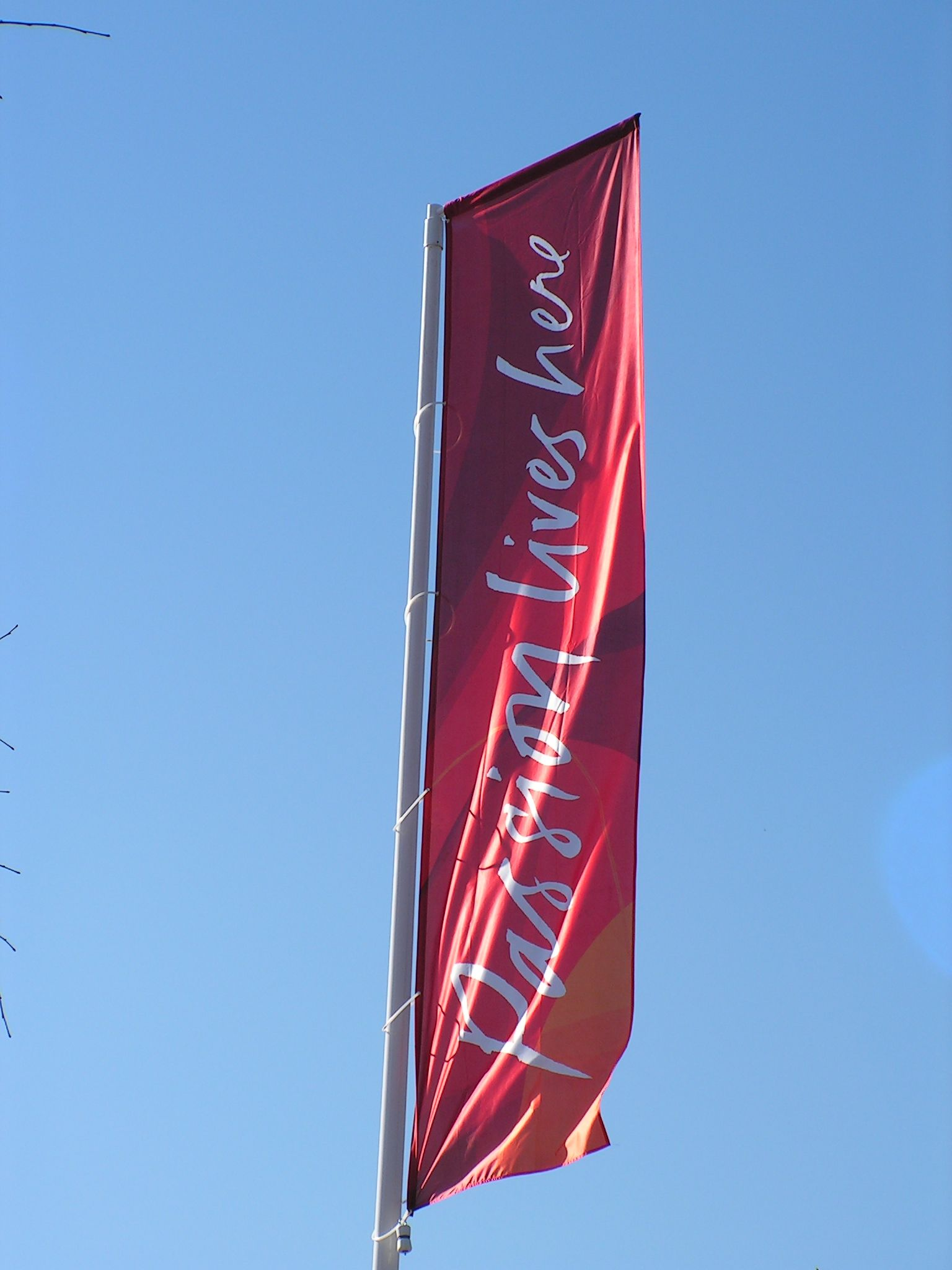
«La pasión vive aquí», lema del evento

Turín fue elegida sede del evento en 1999 en la 199° Sesión del Comité Olímpico Internacional. Esto fue después de que el COI había adoptado nuevos procedimientos de elección durante el 108.º período extraordinario de sesiones del COI debido a los reiterados escándalos de corrupción en torno a los procesos de elección de los Juegos Olímpicos de 1998 y 2002. Por esto, se confirmó que a los miembros del COI se les prohibió visitar las ciudades candidatas (para evitar escándalos), y en la 109.ª Sesión del COI se eligió a un órgano especial, el Colegio de Selección, para evaluar las ciudades candidatas y elegir a dos finalistas de las seis ciudades candidatas después de cada una hubiese hecho su presentación final en la sede del COI. Allí, se realizó una Sesión donde se votó en las ciudades elegidas como ciudades finalistas por el Colegio de Selección. Aunque seis ciudades lanzaron candidaturas e hicieron presentaciones ante el pleno Sesión del COI, el Colegio de Selección escogió solo dos ciudades finalistas: Sion y Turín. Las ciudades de Klagenfurt (Austria), Poprad-Tatry (Eslovaquia), Helsinki (Finlandia) y Zakopane (Polonia), no fueron seleccionadas para la votación final.
El 19 de junio de 1999 se realizó la 109.ª sesión del COI en Seúl. Allí, todas las candidaturas hicieron su presentación final antes de que el Tribunal emitiera su decisión. Turín fue, finalmente, la ciudad escogida para albergar los Juegos Olímpicos en 2006 al derrotar por 53 votos contra 36 de la ciudad del cantón de Valais, a pesar de que era esta última la favorita.
La elección de Turín fue considerada una sorpresa para los medios, ya que suponían que Sion era la gran favorita porque el COI tenía su sede en Suiza. Para algunos entendidos, la elección de Turín fue un premio de consuelo tras la derrota de Roma en la candidatura para los Juegos Olímpicos de 2004 y como forma de castigo a la conducta de uno de los miembros del Comité Olímpico Suizo en el escándalo de corrupción durante la elección de la sede de los Juegos de 2002.
A continuación los resultados de la votación:
| Ciudad | País   | Ronda 1 |
| Turín  | Italia | 53      |
| Sion   | Suiza  | 36      |

La información proviene la página de la Historia del proceso de elección del COI.

## Organización

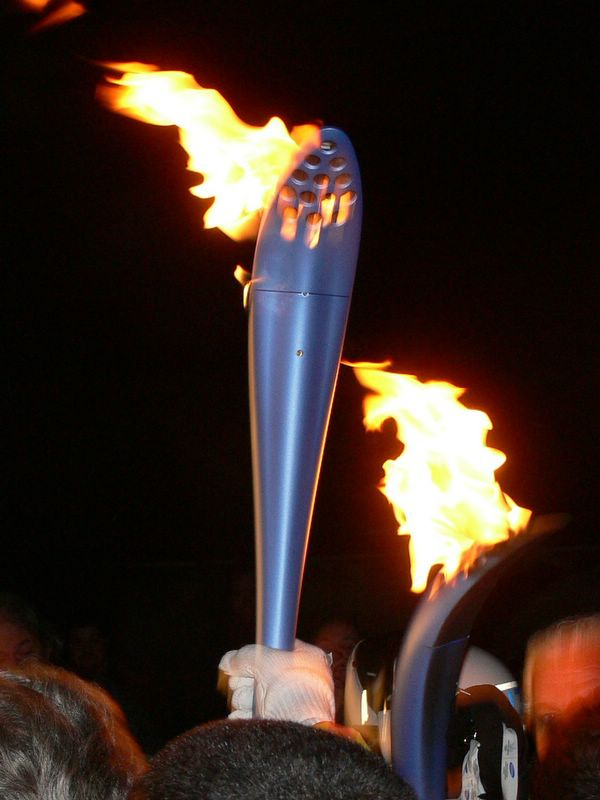
La antorcha olímpica

Para la realización de este evento se efectuó una gran modernización de la ciudad sede, mejorando considerablemente su infraestructura, tanto deportiva como en transportes y telecomunicaciones. El antiguo Estadio Comunale de Turín fue sometido a una completa remodelación, mientras tuvieron que construirse tres nuevos recintos deportivos en la ciudad, tres villas olímpicas y un estadio en Torre Pellice. Los centros invernales también sufrieron modificaciones y se establecieron nuevas pistas para el desarrollo de los distintos eventos olímpicos.
El coste de los Juegos Olímpicos alcanzó los 1700 millones de euros, lo que no estaba previsto por el TOROC (Comité Organizador). A finales de 2005, el TOROC estaba con un déficit de 64 millones de euros, que casi llevó a que este se declarara en bancarrota, lo que finalmente fue impedido debido a un préstamo entregado por el gobierno italiano. Otra polémica fue el retraso de la puesta en marcha del Metro de Turín, una de las principales obras de construcción civil en cara a los Juegos Olímpicos. Finalmente, el servicio fue inaugurado el 4 de febrero de 2006 en un corto tramo de 13 estaciones.
A pesar de los graves problemas que enfrentó la organización, el público italiano recibió los Juegos con gran entusiasmo. Ejemplo de esto es que más de 40.000 personas se inscribieron para participar como voluntarios durante la realización de los Juegos, siendo elegidos finalmente sólo 20.000.

## Antorcha Olímpica

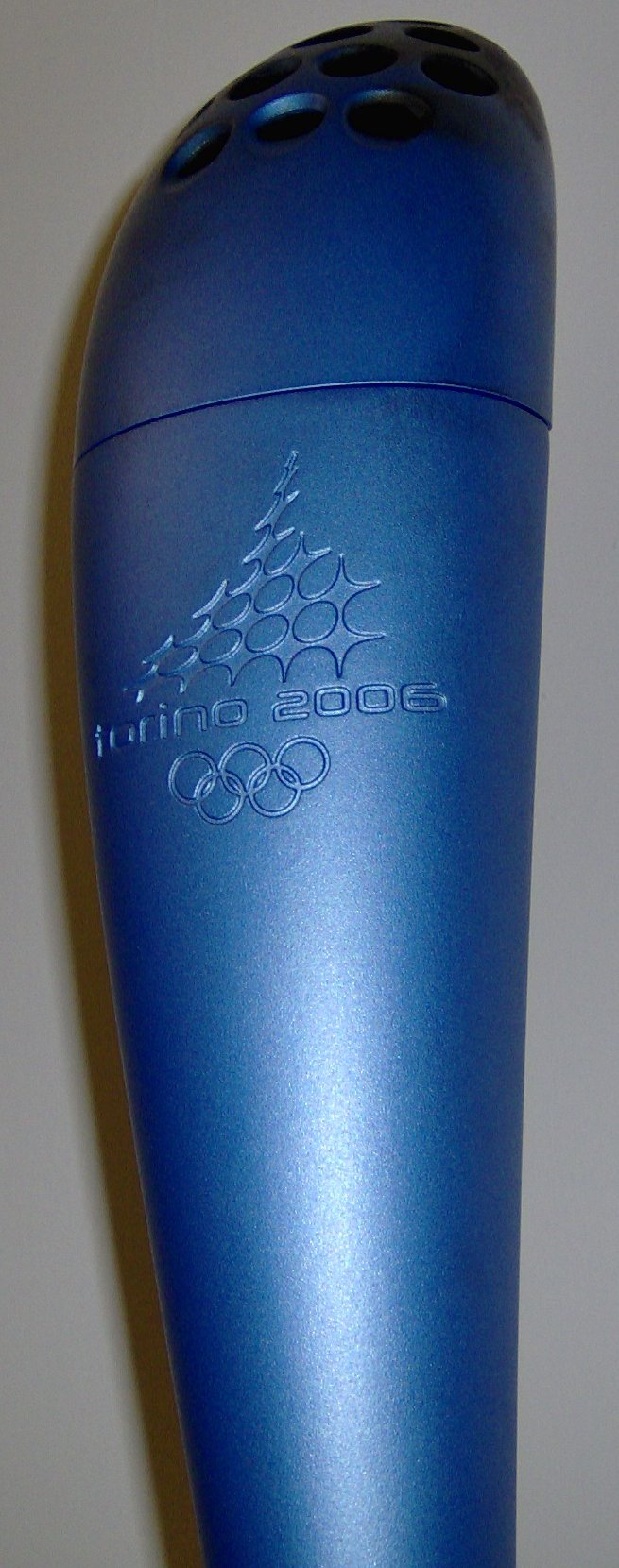
Antorcha olímpica

La antorcha olímpica inició el 27 de noviembre de 2005 su recorrido desde Olimpia, Grecia hacia la sede de los Juegos. Llevada por cientos de voluntarios, la antorcha recorrió San Marino, Eslovenia, Austria, Suiza, las ciudades francesas de Grenoble y Albertville (sedes previas de los Juegos Olímpicos de invierno) y la Ciudad del Vaticano, siendo bendecida por Benedicto XVI. Después de ser recibida el 8 de diciembre por el presidente Carlo Azeglio Ciampi en Roma y de recorrer la mayoría de las ciudades del país, la antorcha llegó a Turín el 10 de febrero a la ceremonia inaugural de los Juegos.
10000 relevistas recorrieron 11300 kilómetros siguiendo, a grandes rasgos, la siguiente ruta:
- Grecia: Olimpia, Atenas.
- Italia: Roma, Florencia, Génova, Cagliari, Palermo, Nápoles, Bari, Ancona.
- San Marino
- Italia: Bolonia, Venecia, Trieste.
- Eslovenia: Liubliana
- Austria: Klagenfurt
- Italia: Trento, Cortina d' Ampezzo, Milán.
- Suiza: Lugano
- Italia: Bardonecchia
- Francia: Grenoble, Albertville.
- Italia: Turín

## Deportes
Los Juegos Olímpicos de Turín 2006 incluyeron 7 deportes (15 disciplinas) que otorgaron un total de 84 medallas. La novedad fue la inclusión en los eventos de biatlón la salida en grupos, velocidad por equipos de esquí de fondo, snowboard cross y patinaje de velocidad de persecución por equipos.
La mayor parte de los eventos de esquí de fondo en estos Juegos involucran diferentes distancias de los de Salt Lake City.
La siguiente lista detalla los deportes y disciplinas que se realizaron en los juegos. Los números entre paréntesis después de cada disciplina deportiva indican el número de eventos disputados.
| - Biatlón (10) - Bobsleigh (3) - Combinado nórdico (3) - Curling (2) - Esquí acrobático (4) | - Esquí alpino (10) - Esquí de fondo (12) - Hockey sobre hielo (2) - Luge (3) - Patinaje artístico (4) | - Patinaje de velocidad en pista corta (8) - Patinaje de velocidad (12) - Saltos de esquí (3) - Skeleton (2) - Snowboard (6) |

## Desarrollo

### Apertura
La ceremonia inaugural se realizó el 10 de febrero a las 20:00 (CET; UTC+1) en el Estadio Comunale de Turín, renombrado como Stadio Olimpico durante el desarrollo de los Juegos.
Cientos de bailarines llenaron el recinto deportivo para dar vida a uno de los eventos más vistos en el mundo con una audiencia estimada de más de 2000 millones de telespectadores en todo el planeta. La historia de Italia, de la ciudad y de los deportes invernales fue representada por los bailarines ante un ferviente público. Al ritmo de música de los años 1980 se realizó el Desfile de las Naciones mientras acróbatas formaban la imagen de una paloma representando la paz.
Diversos artistas como Luciano Pavarotti, Sofia Loren y Yōko Ono estuvieron presentes en la ceremonia que alcanzó su momento cúlminante con la entrada de la Antorcha Olímpica en las manos de Alberto Tomba que se la entregó a la esquiadora Stefania Belmondo. Con las llamas de la antorcha, Belmondo encendió una serie de fuegos artificiales que encendieron finalmente el Pebetero Olímpico.

### Reseña

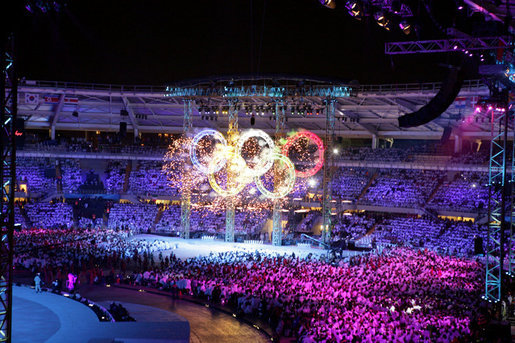
Imagen de la ceremonia de Inauguración en el Estadio Olímpico de Turín.

#### Día 1 (ceremonia de apertura)
Stefania Belmondo, medallista olímpica en diez oportunidades en esquí de fondo, encendió la llama olímpica durante la ceremonia de apertura el 10 de febrero. Antes de eso, la ceremonia, que se llevó a cabo en el Estadio Olímpico de Turín, trató sobre lo mejor de Italia y el deporte que incluye un segmento en honor a los Alpes. El grupo "Los FilmMaster" creó y produjo las ceremonias de Apertura y Clausura de los Juegos, cuyo productor ejecutivo es Marco Balich, su supervisor de contenido es Alfredo Accatino. La dirección de Arte de Lida Castelli, Monica Maimone de Studio Festi dirigió la sección del Renacimiento al Barroco, que forma parte de la Ceremonia de Apertura.

#### Día 2
La primera medalla de oro de los Juegos de 2006 fue premiada en la prueba de 20 kilómetros de biatlón, ganada por el alemán Michael Greis en el primer día de la competencia. El hockey sobre hielo comenzó con el torneo femenino; Suecia derrotó a Rusia por 3-1 en el primer partido, mientras que Canadá consiguió la segunda victoria más abultada en la historia olímpica al vencer al anfitrión, Italia por 16-0.

#### Día 3
El 12 de febrero, Letonia consiguió su primera medalla de oro en unos Juegos Olímpicos de Invierno, cuando Mārtiņš Rubenis se llevó la medalla de bronce en la prueba de Individual masculino. Asimismo, en ese mismo evento Armin Zöggeler le dio la primera medalla de oro al local, Italia. En el hockey sobre hielo, tanto los seleccionados femeninos canadiense y estadounidense lograron su segunda victoria sin conceder goles.

#### Día 4
En el evento de patinaje artístico por parejas, la pareja china compuesta por Zhang Dan y Zhang Hao intentaron un cuádruple salto Salchow, pero Zhang Dan cayó, hiriéndose la rodilla, pero la pareja terminó su presentación y fueron ovacionados por el público de pie y se llevaron la medalla de plata. Rusia ganó dicha prueba y terminó el día con dos medallas de oro, igual que Estados Unidos.

#### Día 5
El quinto día de los juegos vio a los seleccionados femeninos de hockey sobre hielo de Canadá y los Estados Unidos finalizando primeros de su grupo invictos con tres victorias cada uno. Evgeni Plushenko de Rusia establece una puntuación récord mundial en la prueba masculina de patinaje de velocidad sobre pista corta. Sus 90,66 puntos superaron por más 10 puntos la puntuación del oponente más cercano. En esquí aplpino, la prueba de combinado de los hombres fue sujeto a descalificaciones, incluyendo a los favoritosa Bode Miller y Benjamin Raich. Finalmente, el estadounidense Ted Ligety ganó la prueba, en lo que se consideró una sorpresa.

#### Día 6
Canadá tuvo un día muy positivo el 15 de febrero, estableciendo nuevos récords olímpicos el evento de Persecución por equipos en el deporte de Patinaje de velocidad, tanto en el evento masculino como femenino, así como Canadá también inauguró de la competencia de hockey sobre hielo masculino con una victoria ante el local, Italia. Italia, ante el gran apoyo de su público en las tribunas, terminó el día con récord olímpico de persecución por equipos de masculino, superando incluso a Canadá que logró anteriormente otro récord, pero que no fue suficiente para ganar la prueba. Esto fue, en parte, gracias a los Países Bajos ya que mejoró el tiempo de Canadá y el de Italia.
China ganó su primera medalla de oro, obra de Wang Meng que ganó la prueba de 500 metros femeninos individuales en patinaje de velocidad en pista corta. Los hermanos Andreas Linger y Wolfgang Linger de Austria ganaros la competencia de dobles luge masculino, mientras que Michaela Dorfmeister dio a Austria una nueva medalla de oro en el descenso femenino de esquí alpino.

#### Día 7
Kristina Šmigun-Vähi de Estonia ganó su segunda medalla en estos juegos tras haber ganado la prueba de 10 km salida en intervalos en esquí de fondo. Hubo acción en el curling masculino, Reino Unido derrotó a Alemania por 7-6, mismo resultado que el triunfo de Canadá sobre Noruega y también ganó Suiza, que le ganó a Nueva Zelanda por 9-7. El día cerró con el triunfo de Estados Unidos  sobre Suecia por 10-6.

#### Día 8
El 17 de febrero, Tanja Frieden de Suiza se llevó el oro en snowboard femenino, después de Lindsey Jacobellis de los Estados Unidos cayó en el penúltimo salto en el desempeño de un método de asimiento innecesario. Jacobellis debió conformarse con la plata, mientras que el canadiense Dominique Maltais se llevó el bronce tras recuperarse de un accidente. Duff Gibson de Canadá se llevó el oro en Skeleton, justo por delante de la también canadiense Jeff Pain, convirtiéndose de esta forma Gibson en el más medallista de oro más veterano en la historia de los Juegos Olímpicos de Invierno. Rodney Hiner de los Estados Unidos se llevó el bronce.
En las semifinales del torneo femenino de hockey sobre hielo, Estados Unidos perdieron ante Suecia, marcando la primera vez en la competencia internacional que Estados Unidos había perdido contra alguien que no sea Canadá (asimismo, Canadá mantuvo su récord de nunca haber perdido contra alguien que no sea Estados Unidos).

#### Día 9
Kjetil André Aamodt ganó el oro para Noruega en el Súper G masculino, superando a Hermann Maier de Austria. Las alemanas Kati Wilhelm y Martina Glagow terminaron primera y segunda en el evento de bíatlón de 10 km persecución femenino.
El local, Italia, dio la sorpresa y venció a Canadá en el curling masculino, mientras que Suiza dio la enorme sorpresa venció a Canadá 2-0 en el hockey sobre hielo masculino. En ese mismo evento, Estados Unidos sufrió su primera derrota del torneo contra Eslovaquia.

#### Día 10
Lascelles Brown se convirtió en el primer competidor nacido en Jamaica, que ganó una medalla en los Juegos Olímpicos de Invierno el 19 de febrero, compitiendo en el equipo de bobsleigh por parejas en representación de Canadá que terminó segundo en una competición muy apretada. La pareja alemana superó por solo 0,21 segundos a los canadienses. Asimismo, la pareja canadiense superó por solo 0,14 a la pareja suiza. Finlandia sigue siendo invicto en el torneo de hockey sobre hielo masculino, y Canadá sufrió de su segunda derrota.
El día también vio el evento más polémico de estos juegos, por lo menos en Europa, tal como estaba programado los 10 km masculino del Cross Country Relay. La batalla se deriva de los Juegos Olímpicos de Lillehammer 1994, hace 12 años en la que Italia fue batido en duelo con Noruega en ese mismo evento. En ese sentido, muchos noruegos querían ganar este evento con el fin de avergonzar a los italianos en su propia casa, pero no sucedió por el amplio triunfo de Italia sobre Alemania por más de 15 segundos para tomar su quinto oro consecutivo en este evento. Noruega no logró medalla de oro por primera vez desde 1988.

#### Día 11
Fue el último día de juego en la disciplina de curling; Noruega, Suecia, Suiza y Canadá avanzaron a las semifinales femeninas, mientras que Finlandia, Canadá, Estados Unidos y Reino Unido a la competición masculina. Austria tuvo su primera medalla de oro por equipos en saltos de esquí, mientras que Canadá se llevó su segundo oro en el hockey sobre hielo de las mujeres para tomar una ventaja de dos oros contra uno sobre los Estados Unidos en la sumatoria de todos los campeonatos olímpicos.

#### Día 12
Eslovaquia y Finlandia ganaron sus partidos finales de hockey sobre hielo masculino para finalizar sus respectivos grupos con un registro de cinco victorias cada uno. Enrico Fabris dio a la nación anfitriona, Italia otra medalla de oro en patinaje de velocidad al ganar de los la prueba de 1500 metros.

#### Día 13
El 22 de febrero, el duodécimo día de la competencia, Anja Pärson ganó su primera medalla de oro en eslalon de esquí alpino. Se trata de su quinta medalla olímpica en general y la tercera de estos juegos. Chandra Crawford tomó una ruta más rápida a la cima del podio, porque ganó la prueba de 1,1 kilómetros sprint de esquí de fondo en su debut olímpico. 
En cuartos de final del hockey sobre hielo masculino, Eslovaquia, que hizo una primera ronda perfecta, dijo adiós al perder ante la República Checa, mientras que Rusia, Finlandia y Suecia eliminaron a Canadá, Estados Unidos y Suiza, respectivamente. 
Philipp Schoch defendió con éxito su medalla de oro en Salt Lake 2002, al ganar el eslalon gigante en snowboard.

#### Día 14
Suecia ganó el oro en curling femenino. Shizuka Arakawa dio Japón su primera medalla de oro de los Juegos y la primera medalla de oro de patinaje artístico, ganando la prueba de Individual femenino. Rusia le arrebató la medalla de oro en el equipo de biatlón femenino al bicampeón defensor Alemania.

#### Día 15
Este día se jugó la final del curling masculino, en la que Canadá ganó su primera medalla de oro y los Estados Unidos ganó su primera medalla en este deporte ya que Canadá derrotó a Finlandia en la final y los Estados Unidos venció a Reino Unido en el partido por la medalla de bronce. También se celebró una gala de patinaje artístico, donde los principales participantes de todos los eventos realizan exposiciones. Suecia y Finlandia sus respectivas semifinales en el hockey sobre hielo masculino, derrotando a República Checa y Rusia, respectivamente.

#### Día 16
Los austriacos arrasaron con las medallas de esquí alpino de los hombres el 25 de febrero. Alemania ganó la medalla de oro en los 15 kilómetros de biatlón de los hombres y el bobsleigh individual masculino. 
Apolo Anton Ohno ganó su segunda medalla de oro en patinaje de velocidad en pista corta, con sólo un poco menos controversia que sus primeros 4 años anteriores. Jin Sun-Yu gana su tercera medalla de oro de los Juegos en 1000 m de las mujeres. Su compatriota Ahn Hyun-Soo ganó una nueva medalla de oro en lo que fue un deporte en estos juegos ampliamente dominado por Corea del Sur.

#### Día 17 (Clausura)
En el último día de la competencia y la ceremonia de clausura se realizaron en 26 de febrero. En el hockey masculino, Suecia derrotó a Finlandia en la final y se llevó la medalla de oro. 
En la ceremonia de clausura, Manuela Di Centa, siete veces medallista olímpica para Italia y el entonces miembro del Comité Olímpico Internacional, tenían previsto presentar las medallas de 50 kilómetros de eventos de esquí de fondo masculino. Esto dio lugar a la presentación de la medalla de oro a su propio hermano cuando Giorgio Di Centa ganó el evento para tomar su segunda medalla de oro.

### Calendario
- A - Ceremonia de Apertura
- C - Ceremonia de Clausura
- F - Final

## Sedes

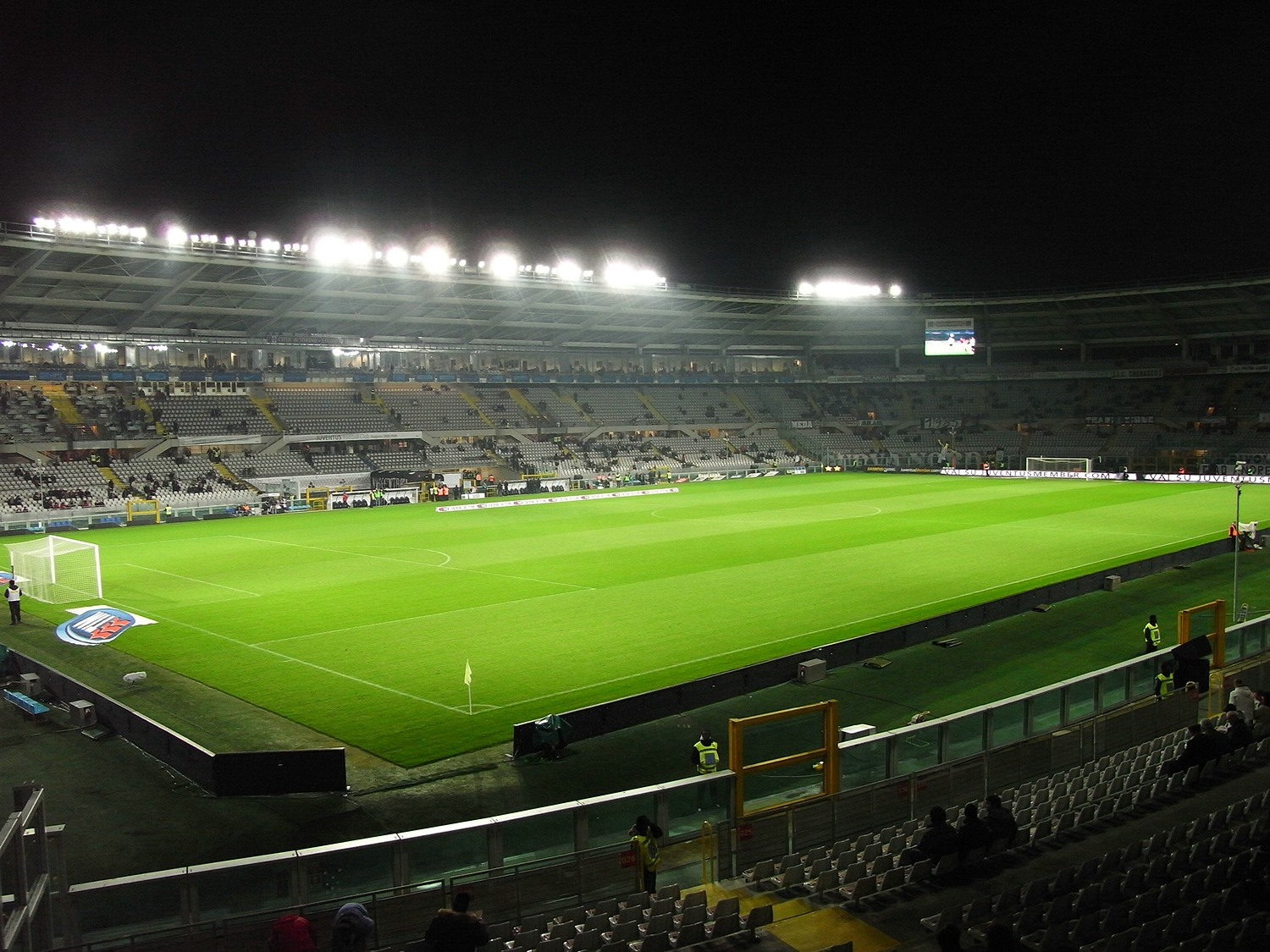
Estadio Olímpico de Turín.

Los Juegos se realizan principalmente en la ciudad de Turín y en algunos pueblos menores ubicados en los alrededores de la ciudad que cuentan con los centros de esquí.

### Áreas olímpicas
Los eventos olímpicos se celebraron principalmente en Turín, pero otros eventos (como el esquí o el snowboard) se llevaron a cabo en las aldeas montañosas periféricas, por razones obvias.

#### Turín
- Stadio Olimpico: Ceremonias de apertura y clausura
- Oval Lingotto: Patinaje de velocidad
- Torino Esposizioni: Hockey sobre hielo
- Palasport Olimpico: Hockey sobre hielo (finales)
- Torino Palavela: Patinaje artístico y de pista corta
- Villa olímpica

#### Otras sedes
- Bardonecchia: Snowboard

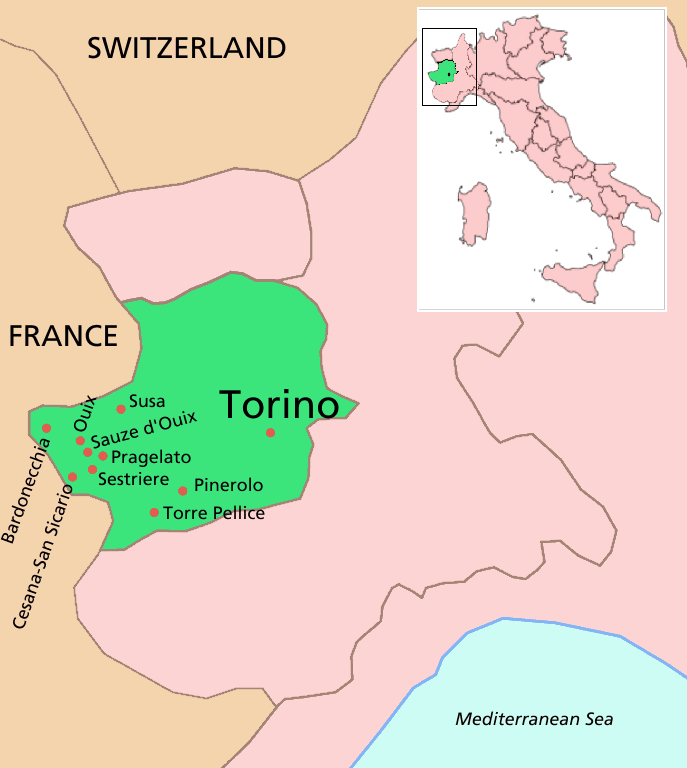
Localización de Turín y de las sedes de los Juegos.

- Cesana Torinese: Biatlón (en San Sicario), esquí alpino femenino (en San Sicario Fraiteve), bobsleigh, luge y skeleton (en Cesana Pariol)
- Pinerolo: Curling (en Palagiacchio)
- Pragelato: Combinado nórdico, esquí de fondo y saltos de esquí
- Sauze d'Oulx: Esquí acrobático
- Sestriere: Esquí alpino masculino

Además se establecieron sitios de entrenamiento en Chiomonte, Claviere y Prali, al igual que en Torre Pellice para los deportes de montaña. Por otra parte, en las localidades de Bardonecchia, Sastriere y Turín son las encargadas de acoger a los miles de participantes en las Villas Olímpicas.

### Villas Olímpicas
- Bardonecchia
- Sestriere
- Turín

### Sitios de entrenamientos
- Chiomonte
- Claviere
- Prali
- Alpe Lusentino - Domodossola (esquí nórdico)
- Riale - Formazza (esquí alpino)

### Sitio de entrenamiento olímpico de montaña
- Torre Pellice

## Países participantes

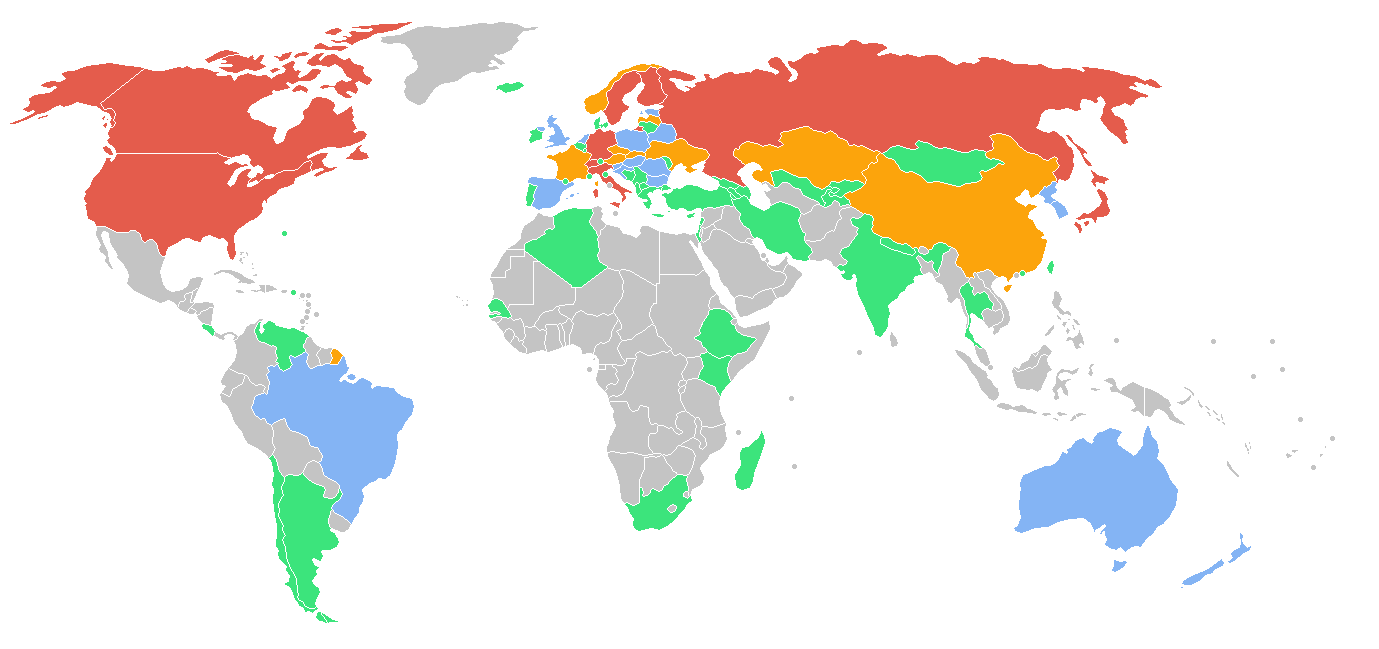
Mapa según número de atletas por países.
En verde, entre 1 y 9 atletas
En azul, entre 10 y 49 atletas
En naranja, entre 50 y 99 atletas
En rojo, más de 100 atletas.

Lista oficial de países participantes en los XX Juegos Olímpicos de Invierno. De los 80 países, Etiopía y Madagascar son países debutantes en estos eventos deportivos.
Europa es el continente con mayor número de atletas y países participantes con un total de 42 representaciones nacionales. Lo sigue Asia con un total de 19 países y América con 8 países, de los cuales 3 son de Norteamérica, 4 de Sudamérica y 1 de América Central. África es el continente con menor número de atletas que representan a los 5 países que participan de dicho continente. Finalmente, Oceanía es representado solamente por dos países.
La delegación más grande es la de Estados Unidos con 211 participantes, seguida por la de Canadá con 198 atletas, Italia con 184 y Rusia con 178 deportistas.
| Comités Olímpicos participantes en los XX Juegos Olímpicos de Invierno | Comités Olímpicos participantes en los XX Juegos Olímpicos de Invierno | Comités Olímpicos participantes en los XX Juegos Olímpicos de Invierno | Comités Olímpicos participantes en los XX Juegos Olímpicos de Invierno | Comités Olímpicos participantes en los XX Juegos Olímpicos de Invierno | Comités Olímpicos participantes en los XX Juegos Olímpicos de Invierno |
| ---------------------------------------------------------------------- | ---------------------------------------------------------------------- | ---------------------------------------------------------------------- | ---------------------------------------------------------------------- | ---------------------------------------------------------------------- | ---------------------------------------------------------------------- |
| Albania                                                                | Alemania                                                               | Andorra                                                                | Argelia                                                                | Argentina                                                              | Armenia                                                                |
| Australia                                                              | Austria                                                                | Azerbaiyán                                                             | Bélgica                                                                | Bermudas                                                               | Bielorrusia                                                            |
| Bosnia y Herzegovina                                                   | Brasil                                                                 | Bulgaria                                                               | Canadá                                                                 | Chile                                                                  | China                                                                  |
| China Taipéi                                                           | Chipre                                                                 | Corea del Norte                                                        | Corea del Sur                                                          | Costa Rica                                                             | Croacia                                                                |
| Dinamarca                                                              | Eslovaquia                                                             | Eslovenia                                                              | España (atletas)                                                       | Estados Unidos                                                         | Estonia                                                                |
| Etiopía                                                                | Finlandia                                                              | Francia                                                                | Georgia                                                                | Grecia                                                                 | Hong Kong                                                              |
| Hungría                                                                | India                                                                  | Irán                                                                   | Irlanda                                                                | Islandia                                                               | Islas Vírgenes de los Estados Unidos                                   |
| Israel                                                                 | Italia                                                                 | Japón                                                                  | Kazajistán                                                             | Kenia                                                                  | Kirguizistán                                                           |
| Letonia                                                                | Líbano                                                                 | Liechtenstein                                                          | Lituania                                                               | Luxemburgo                                                             | Madagascar                                                             |
| Moldavia                                                               | Mónaco                                                                 | Mongolia                                                               | Nepal                                                                  | Noruega                                                                | Nueva Zelanda                                                          |
| Países Bajos                                                           | Polonia                                                                | Portugal                                                               | Reino Unido                                                            | República Checa                                                        | República de Macedonia                                                 |
| Rumania                                                                | Rusia                                                                  | San Marino                                                             | Senegal                                                                | Serbia y Mont.                                                         | Sudáfrica                                                              |
| Suecia                                                                 | Suiza                                                                  | Tayikistán                                                             | Tailandia                                                              | Turquía                                                                | Ucrania                                                                |
| Uzbekistán                                                             | Venezuela                                                              |                                                                        |                                                                        |                                                                        |                                                                        |

### Número de personas
| Códigos del COI | Países | Deportistas |
| --------------- | ------ | ----------- |

## Estelares
- Patinadores de Corea del Sur, ganadores de 10 medallas en pista corta.
- Michael Greis (Alemania), 3 oros en biatlón.
- Cindy Klassen (Canadá), ganadora de 5 medallas en patinaje de velocidad.

## Medallero

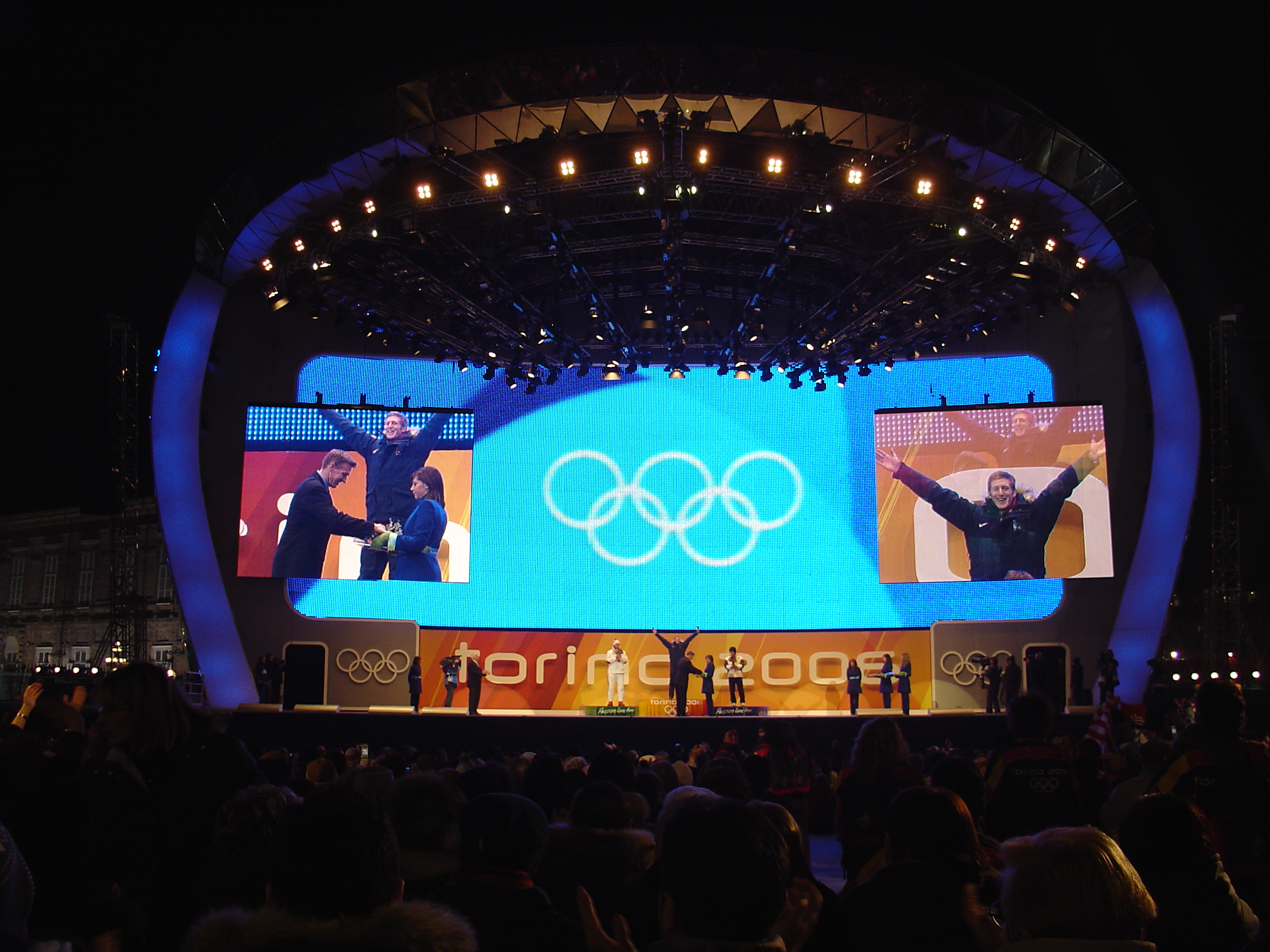
Ceremonia de entregas de medallas en la Plaza de medallas.

Ver medallero completo en Medallero de los Juegos Olímpicos de Turín 2006
     País organizador (Italia)
| Núm. | País                 | Oro | Plata | Bronce | Total |
| ---- | -------------------- | --- | ----- | ------ | ----- |
| 1    | Alemania (GER)       | 11  | 12    | 6      | 29    |
| 2    | Estados Unidos (USA) | 9   | 9     | 7      | 25    |
| 3    | Austria (AUT)        | 9   | 7     | 7      | 23    |
| 4    | Rusia (RUS)          | 8   | 6     | 8      | 22    |
| 5    | Canadá (CAN)         | 7   | 10    | 7      | 24    |
| 6    | Suecia (SWE)         | 7   | 2     | 5      | 14    |
| 7    | Corea del Sur (KOR)  | 6   | 3     | 2      | 11    |
| 8    | Suiza (SUI)          | 5   | 4     | 5      | 14    |
| 9    | Italia (ITA)         | 5   | 0     | 6      | 11    |
| 10   | Francia (FRA)        | 3   | 2     | 4      | 9     |
| 10   | Países Bajos (NED)   | 3   | 2     | 4      | 9     |